# Bekasi
Bekasi (indonez. Kota Bekasi) – miasto w Indonezji na wyspie Jawa w prowincji Jawa Zachodnia w zespole miejskim Dżakarty. 
Według danych szacunkowych z 2013 roku miasto liczyło 2 543 676 mieszkańców oraz zajmuje powierzchnie ponad 210 km². Przez miasto przepływają trzy główne rzeki: Cakung, Bekasi, Sunter.

## Podział administracyjny
Miasto jest podzielone na 12 dzielnic:
|          | Nazwa dystryktu | Populacja (2020) |
| -------- | --------------- | ---------------- |
| 1.       | Pondokgede      | 251 195          |
| 2.       | Jatisampurna    | 123 924          |
| 3.       | Pondokmelati    | 131 122          |
| 4.       | Jatiasih        | 247 362          |
| 5.       | Bantargebang    | 107 216          |
| 6.       | Mustikajaya     | 213 515          |
| 7.       | Bekasi Timur    | 257 025          |
| 8.       | Rawalumbu       | 220 699          |
| 9.       | Bekasi Selatan  | 210 805          |
| 10.      | Bekasi Barat    | 281 681          |
| 11.      | Medansatria     | 162 119          |
| 12.      | Bekasi utara    | 337 013          |
| Łącznie: | Łącznie:        | 2 543 676        |